# Assedio di Bexar
L'assedio di Bexar (o Bejar) fu una campagna di conquista della Rivoluzione texana.
| Controllo di autorità | LCCN (EN) sh00000726 · J9U (EN, HE) 987007291773805171 |